# Monumento Al-Shaheed
O Monumento Al-Shaheed (em árabe: نصب الشهيد), também conhecido como Memorial dos Mártires, é um monumento projetado pelo escultor iraquiano Ismail Fatah Al Turk e está situado na capital iraquiana, Bagdá. É dedicado aos soldados iraquianos que morreram na Guerra Irã-Iraque. No entanto, atualmente é geralmente considerado pelos iraquianos uma comemoração de todos os mártires do Iraque e não apenas da Guerra Irã-Iraque.

## Contexto
O Monumento Al-Shaheed foi construído como parte de um programa do governo baaathista que ergueu uma série de obras públicas destinadas a embelezar Bagdá, instilar um sentimento de orgulho nacional e, ao mesmo tempo, imortalizar a reputação de Saddam Hussein como líder poderoso e vitorioso. Foi construído no auge de um período em que Hussein encomendou muitas obras de arte e gastou muito dinheiro em novos monumentos e estátuas.
O Monumento foi construído no distrito de Al-Rusafa, em Bagdá, sendo um dos três monumentos construídos para lembrar a dor e o sofrimento do Iraque como consequência da guerra de oito anos. A primeira dessas estruturas foi O Monumento ao Soldado Desconhecido (1982); seguido por Al-Shaheed (1983) e finalmente o Arco da Vitória (1989). Os três monumentos formam uma unidade visual e metafórica.

## Projeto
Projetado pelo escultor e artista iraquiano Ismail Fatah Al Turk (1934–2004) e construído em associação com o arquiteto iraquiano Saman Kamal e o Baghdad Architecture Group, o monumento foi construído entre 1981 e 1983.
O monumento consiste em uma plataforma circular de 190 metros de diâmetro no centro de um lago artificial. Na plataforma, há uma cúpula turquesa dividida de 40 metros de altura, um aceno às cúpulas da era abássida. As duas metades da cúpula dividida são deslocadas, com uma chama eterna no meio. As conchas exteriores foram construídas com um esqueleto de aço galvanizado que foi pré-fundido em concreto reforçado com fibra de carbono e revestidas com com cerâmica azul-turquesa . No interior há uma bandeira do Iraque cobrindo um óculo, que fornece luz abaixo. O restante do local consiste em parques, estacionamentos, passarelas, pontes e o lago. 
No centro das duas meias-cúpulas há um poste de bandeira de metal retorcido emergindo do museu subterrâneo. No mastro há uma bandeira do Iraque, aparentemente tremulando levemente na brisa. Quando vistas do museu abaixo, a bandeira e o mastro parecem estar flutuando. Uma fonte de água corre por perto para simbolizar o sangue dos mortos. A estrutura inclui referências à antiga tradição artística do Iraque, na forma de uma laje de mármore com versos qu'ranic na escrita Kufi antiga.
O monumento está localizado no lado leste do rio Tigre, perto do Canal do Exército, que separa a cidade de Sadr do resto de Bagdá. Um museu, uma biblioteca, uma cafeteria, sala de palestras e uma galeria de exposições estão localizados em dois níveis abaixo das cúpulas.

Sobre o desenho do monumento, Al-Turk fez os seguintes comentários:
Eu insisti em ter um grande espaço aberto. Os grandes monumentos são originários do Oriente - as pirâmides, a esfinge, o obelisco, os minaretes. O terreno é plano, de modo que esses monumentos podem ser vistos de todas as direções. No começo, eu tive a ideia de ter um mártir saindo do centro. Mas não gostei, era muito teatral. Então, a ideia de vida versus morte começou a se formar. As duas peças se movem juntas em direção ao martírio, à fertilidade e ao fluxo de vida. Mudei as peças até conseguir a interação que queria.
O monumento custou meio milhão de dólares. É um dos símbolos mais emblemáticos de Bagdá. A revista Art in America classificou o al-Shaheed como o projeto mais bonito do Oriente Médio.
Uma imagem do Monumento al-Shaheed apareceu no verso da nota de 25 dinares iraquianos de 1986. 

## Galeria
O monumento cria uma ilusão visual: visto de algumas perspectivas, aparece como uma cúpula única, mas de outras perspectivas aparece como uma cúpula dividida.

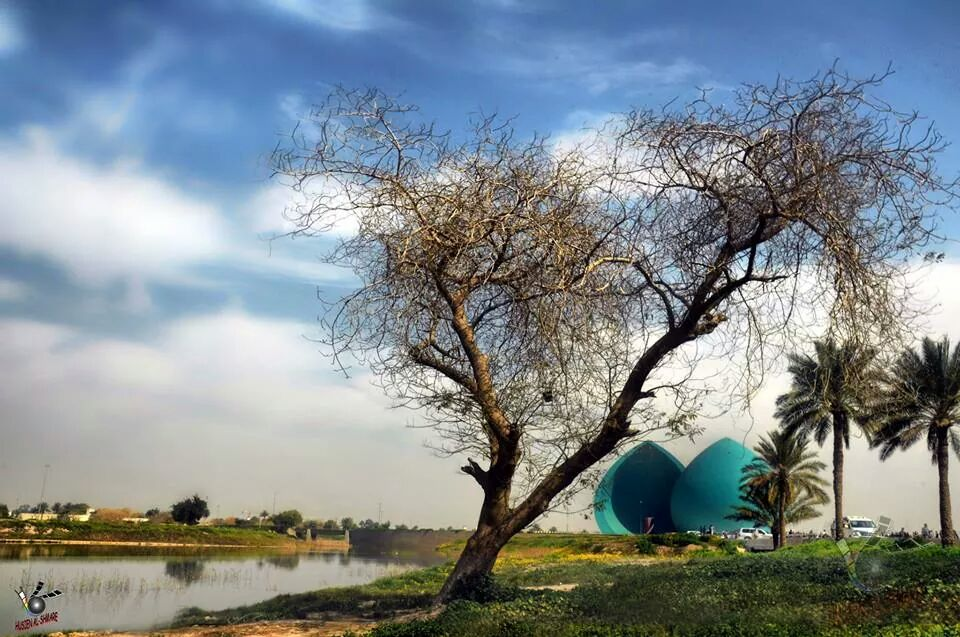
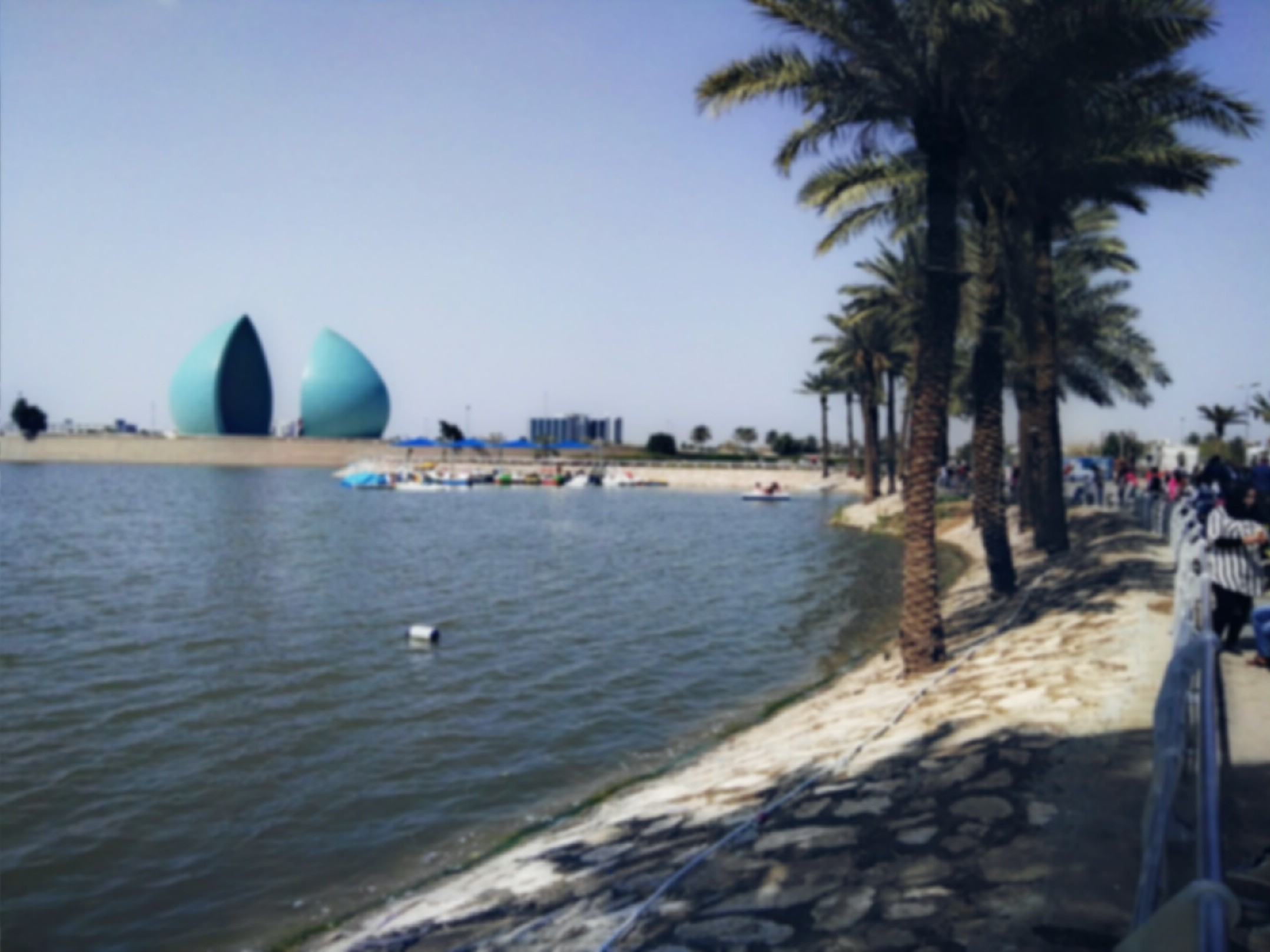
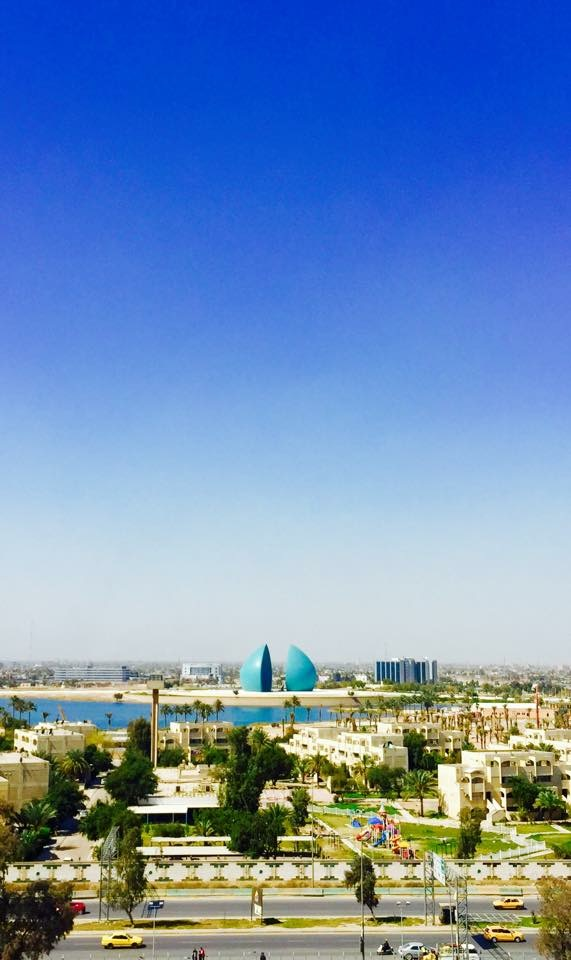